# Рожеріу Алвіс дус Сантус
Рожеріу Алвіс дус Сантус (порт. Rogerio Alves dos Santos), більш відомий як Шіна (порт. China; нар. 2 серпня 1996) — бразильський футболіст, нападник клубу «Львів».

## Клубна кар'єра
Рожеріу народився в Бразилії. Вихованець «Атлетіку Жувентуса» (Сан-Паулу).
У березні 2017 року підписав 5-річний контракт з львівськими «Карпатами». Дебютував в українській Прем'єр-лізі 21 травня 2017 року, вийшовши на заміну на 67-й хвилині замість Павла Ксьонза в матчі проти «Ворскли».
19 лютого 2019 року підписав контракт з іншим клубом УПЛ — ФК «Львів».